# Ahab (personaggio)
Ahab, il cui vero nome è Roderick "Rory" Campbell, è un personaggio dei fumetti, creato da Walter Simonson (testi) e Jackson Guice (disegni), pubblicato dalla Marvel Comics. La sua prima apparizione, in cui rimane anonimo, è in The Fantastic Four Annual n. 23 (1990); viene identificato come Ahab in X-Factor Annual (vol. 1) n. 5 (1990), realizzato da Louise Simonson (testi) e Jon Bogdanove (disegni).
È un cyborg malvagio che proviene dalla realtà alternativa descritta in Giorni di un futuro passato. Ahab ha rivelato il suo vero cognome (Campbell) in  Excalibur (vol. 1) n. 72 (dicembre 1993), realizzato da Richard Ashford (testi) e Ken W. Lashley (disegni). Viene trasformato in Carestia, uno dei quattro cavalieri di Apocalisse, in X-Men (vol. 2) n. 96 (gennaio 2000), realizzato da Alan Davis (testi e disegni).

## Biografia del personaggio
In un futuro alternativo, Ahab era a capo dei Segugi, mutanti controllati mentalmente che davano la caccia ad altri mutanti per Ahab e i suoi padroni, le Sentinelle. Uno di questi Segugi, Rachel Summers, fuggì e alla fine di un viaggio temporale arrivò nel presente dell'Universo Marvel. Ahab la seguì, dopo aver trascorso un breve periodo su una sedia a rotelle dopo la sconfitta subita per colpa di Rachel ed essere trasformato in cyborg, ma fu sconfitto dagli X-Men, X-Factor, i Nuovi Mutanti e i Fantastici Quattro durante l'evento "Giorni di un Futuro Presente".
Successivamente si scoprì che lo scienziato Rory Campbell era l'uomo che sarebbe divenuto Ahab un giorno. Campebell venne al corrente di ciò che lo attendeva quando collaborava con la Dottoressa Moira McTaggart al centro ricerche Muir e cercò di prevenirlo, ma non poté evitarlo. Proprio quando soggiornava sull'isola scozzese costruì una speciale prigione fornita di laser per impedire la fuga del mutante Spoor, vecchio alleato di Magneto, che usò i suoi poteri di alterazione dell'umore per farsi attaccare da Campbell che perse così la gamba sinistra. Successivamente iniziò a collaborare con il WHO, finché non iniziò a fornire informazioni sul Virus Legacy a Sebastian Shaw del Club Infernale in cambio di una gamba bionica. Alla fine non poté evitare il suo destino e finì per allearsi con Apocalisse divenendo uno dei suoi Quattro Cavalieri, con il nome in codice di Carestia. Contribuì alla cattura di molti dei Dodici mutanti per conto di Apocalisse, ma alla fine fu spedito in una realtà alternativa da Mikhail Rasputin.

## Poteri e abilità
Ahab può generare arpioni di energia derivanti dalla sua forza vitale, che chiunque provi a toccare resta folgorato. Ogni arpione è rilasciato in base alla struttura genetica del singolo bersaglio che deve colpire, non può essere spostato da altre forme di energia o deflesso; si ferma solo quando colpisce il proprio bersaglio, che può rimanere ucciso o gravemente ferito, o un parente a cui è legato. Una persona che dovesse eventualmente sopravvivere si ritroverebbe con i propri collegamenti neurali bruciati o non sarebbe più in grado di muoversi. Inoltre essendo un cyborg, Ahab ha diverse parti meccaniche nel suo corpo che lo rendono estremamente forte. È immune alla telepatia o a attacchi mentali, anche da parte di potentissimi telepati. La sua tecnologia gli permette di rintracciare e controllare i suoi Segugi. Come Carestia era inoltre capace di assorbire le energie delle proprie vittime.